# 清华大学材料学院
清华大学材料学院，简称材料学院，是清华大学的一个学院，主要研究材料物理、金属物理、无机非金属材料、复合材料、电子材料等领域。

## 历史

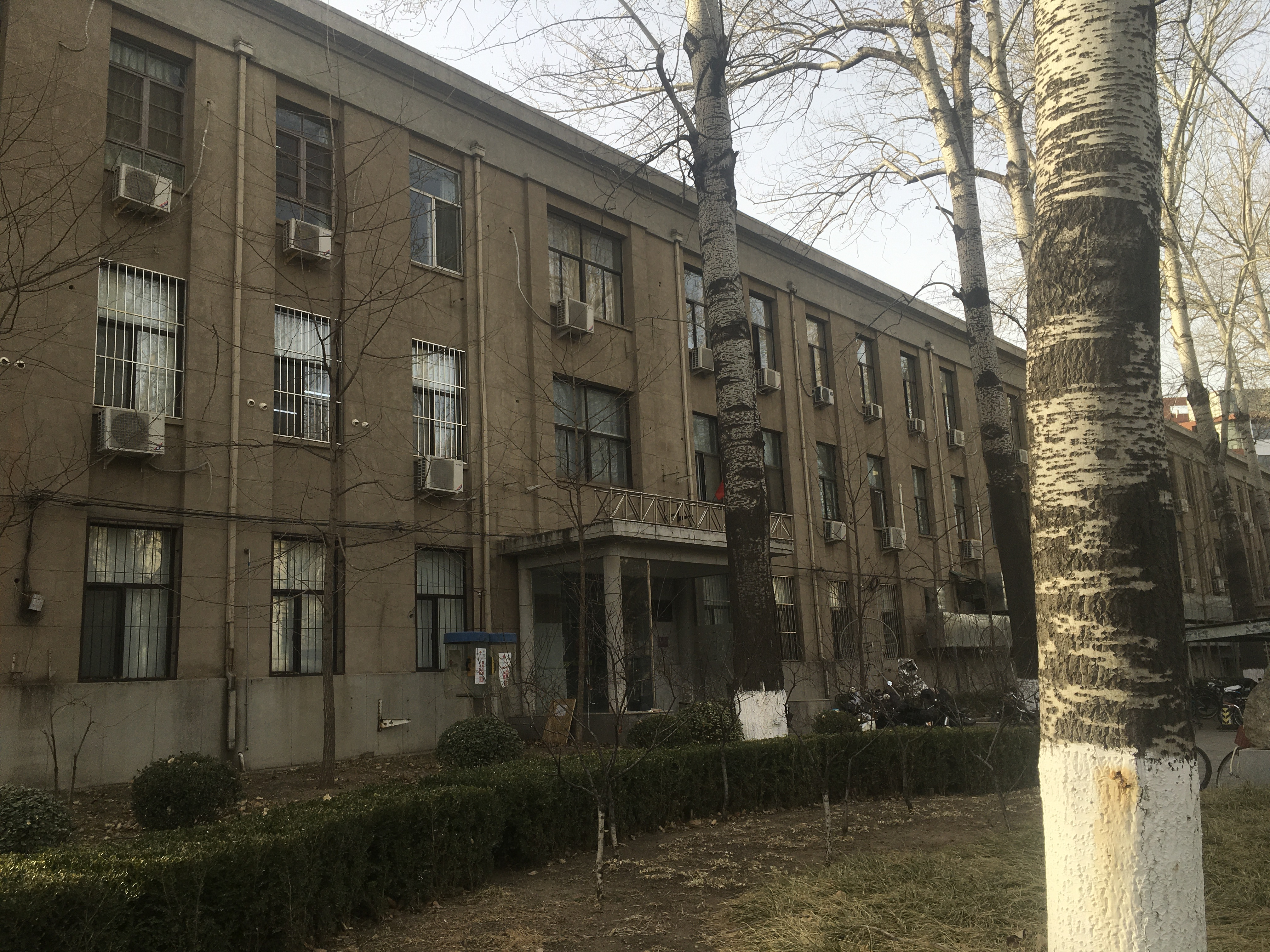
材料加工工程系系館焊接館

- 1988年，由工程物理系材料物理教研组，机械工程系金属材料教研组、化学工程系无机非金属材料教研组共同组建清华大学材料科学与工程系，直属学校。
- 2012年12月27日，由原清华大学材料科学与工程系、原清华大学机械工程系材料加工学科组建清华大学材料学院，下设材料物理与化学系、材料加工工程系、无机非金属材料系、金属材料系、复合材料系。 [3]

## 机构
- 新型陶瓷与精细工艺国家重点实验室

- 先进材料教育部重点实验室

- 贝氏体钢研究及推广中心

- 材料科学与工程教学实验室

- 材料科学与工程研究院中心实验室

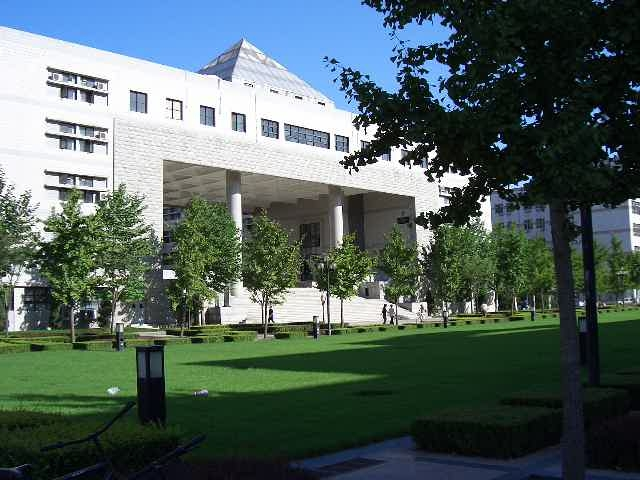
材料學院院館逸夫科技大樓

- 清华-标乐材料样品精细制备与微结构表征联合实验室

- 北京电子显微镜中心